# オービット
オービットは、ARIDESIGN株式会社（茨城県牛久市）のアダルトゲームブランドである。

## 制作体制
社内にROOT、CLOVER、ORBIT-CACTUS、COREの4ブランド（このうちCOREは女性向け）を持ち、これらとは別に女性向け全年齢対象のゲームブランド・SPICAを有する。
一部作品では他作品同士が繋がっていたり（世界や登場人物など）いわゆる神的な存在（この肩書きが無い場合もある）として「アーヤ」というキャラクターを登場させるなど、どこかパラレルワールド（平行世界）を意識したような要素が見られる。
数名の所属スタッフが東日本大震災の影響で1年間ゲーム開発に参加できなくなったため、ALMAブランドのキミとボクとエデンの林檎をもってアダルトゲームブランドを無期限で休止することを2011年5月10日に発表した。
震災から10年以上経った2023年冬、活動を再開。2024年3月、リメイク版「顔のない月-待宵の双椿-」の制作が発表された。

## 作品一覧

### ROOT
- 2000年12月22日 - 顔のない月
  - 2001年8月10日 - 顔のない月 LIMITED COLLECTION
  - 2002年5月24日 - 顔のない月 DVD-ROM COLLECTORS EDITION
- 2002年12月20日 - ヤミと帽子と本の旅人
- 2007年5月25日 - 桃華月憚
- 2010年7月23日 - PARA-SOL
- 2025年6月20日 - 顔のない月-待宵の双椿-

### CLOVER
- 2002年12月20日
  - モルダヴァイト
  - さよらなエトランジュ
  - プラチナウインド（『モルダヴァイト』『さよらなエトランジュ』を同時購入したユーザーへの特典として製作された）
- 2003年12月12日 - ている・ている
- 2004年8月13日 - ぷにぷに☆はんどメイド
- 2005年12月22日 - きると

### ALMA
- 2011年5月27日 - キミとボクとエデンの林檎

### ORBIT-CACTUS
- 2002年2月22日 - やどかりタイフーン!
- 2003年8月15日 - Lamb

### CORE
- 2004年11月4日[1] - FANATICA
- 2006年8月25日 - MESSIAH
  - 2008年8月8日 - MESSIAH Paranoia∞Paradox

### SPICA
- 2009年5月1日 - GARNET CRADLE
  - 2010年2月5日 - GARNET CRADLE Sugary Sparkle

### ファンクラブ専用ソフト
オービットファンクラブ会員のみに販売しているアダルトゲーム
- 鈴菜日記
- MiMi
- 弥生☆プライベートレッスン
- 承平クンのHANI神ライフ☆
- コゲとリリスのナハトムジーク

## 主なスタッフ

### 代表
- CARNELIAN

### 原画
- CARNELIAN
- 天宮ぽらん
- 木菟あうる
- CUBE

### シナリオ
- 宙形安久里
- 西貝言羽
- 片桐由摩

### 音楽
- KIM's SOUNDROOM

### 外注スタッフ
- 萌木原ふみたけ - モルダヴァイト（一部）、プラチナウィンドの原画を担当した